# 亀井順一郎
亀井 順一郎（かめい じゅんいちろう、1971年9月23日 - ）は、日本の歌手、作家、エッセイスト。ミラクルウォレットエンターテイメントオフィス所属。

## 人物・来歴
東京都港区出身。愛称は亀ちゃん、グレート亀井等。身長176cm。
港区立飯倉幼稚園、港区立東町小学校、港区立城南中学校（現・港区立六本木中学校）、東京都立日比谷高等学校卒業、カルフォルニア州スタンフォード大学中退

## 活動
ヴォーカル及びギター、ハーモニカ、ピアノ等、作詞作曲を手掛ける。
- The Black Breakers（1988年～1997年）
- The COMMATAMENTS（2001年～2003年）
- THE EMI（2005年～2006年）
- 牛亀（2006年～活動休止中）

## 著書
- 『ぐれ亀』（置屋出版）
- 『ぼくはじぶんがいちばんすきだったから　これからもぼくじしんを愛していこうとおもう　まるできみのように』（風書房）
- 『犬とホモサピエンスといぬとにんげん』（神奈川大学出版）
- 『ろけんろーとは？』（置屋出版）
- 『出血を伴ったＳＥＸについて-亀井順一郎散文集-』（アカシックグレートレコード出版）